# Sveta Apolonija
Sveta Apolonija bila je djevica mučenica koja je stradala u Aleksandriji tijekom mjesnog ustanka protiv kršćana.
Živjela je u Aleksandriji u 3. stoljeću. Za vrijeme progona kršćana Apolonija je ostala u gradu kako bi pomogla onima koji nisu mogli pobjeći. Vlasti su naredile uhićenje i smrtnu kaznu. Za kaznu su je privezali za stup te su joj kliještima čupali zube. Potom su je izveli iz grada kako bi je spalili na lomači. Apolonija se zatim sama bacila u oganj.
Zaštitnica je zuba i zubara.

### Članci
- Dragić, Marko. 2008. Advent u liturgiji i narodnoj kulturi Hrvata. Crkva u svijetu. Katolički bogoslovni fakultet Sveučilišta u Splitu. Split. 43 (3): 414–440